# Osthimosia rogicki
Osthimosia rogicki är en mossdjursart som beskrevs av Hayward 1980. Osthimosia rogicki ingår i släktet Osthimosia och familjen Celleporidae. Inga underarter finns listade i Catalogue of Life.